# Dufur
Dufur és una població dels Estats Units a l'estat d'Oregon. Segons el cens del 2000 tenia 588 habitants.

## Demografia
Segons el cens del 2000, Dufur tenia 588 habitants, 244 habitatges, i 173 famílies. La densitat de població era de 391,4 habitants per km².
Dels 244 habitatges en un 32% hi vivien nens de menys de 18 anys, en un 57,8% hi vivien parelles casades, en un 8,2% dones solteres, i en un 28,7% no eren unitats familiars. En el 26,2% dels habitatges hi vivien persones soles l'11,9% de les quals corresponia a persones de 65 anys o més que vivien soles. El nombre mitjà de persones vivint en cada habitatge era de 2,41 i el nombre mitjà de persones que vivien en cada família era de 2,89.
Per edats la població es repartia de la següent manera: un 26,5% tenia menys de 18 anys, un 4,4% entre 18 i 24, un 21,9% entre 25 i 44, un 28,4% de 45 a 60 i un 18,7% 65 anys o més.
L'edat mediana era de 43 anys. Per cada 100 dones de 18 o més anys hi havia 102,8 homes.
La renda mediana per habitatge era de 37.500$ i la renda mediana per família de 41.667$. Els homes tenien una renda mediana de 34.375$ mentre que les dones 19.792$. La renda per capita de la població era de 17.615$. Aproximadament el 5,2% de les famílies i el 8,3% de la població estaven per davall del llindar de pobresa.

## Poblacions més properes
El següent diagrama mostra les poblacions més properes.